# 2006-os túraautó-világbajnokság
A 2006-os túraautó-világbajnokság volt a 3. túraautó-világbajnoki szezon. Húsz futamból állt, április 2-ától november 19-éig tartott. A gyártók versenyét a BMW nyerte, az egyéni bajnok Andy Priaulx lett.

## Versenynaptár
| Verseny | Dátum          | Ország             | Pálya        | Győztes versenyző  | Összefoglaló |
| ------- | -------------- | ------------------ | ------------ | ------------------ | ------------ |
| 1       | Április 2.     | Olaszország        | Monza        | Andy Priaulx       | Összefoglaló |
| 2       | Április 2.     | Olaszország        | Monza        | Augusto Farfus     | Összefoglaló |
| 3       | Április 30.    | Franciaország      | Magny-Cours  | Dirk Müller        | Összefoglaló |
| 4       | Április 30.    | Franciaország      | Magny-Cours  | Andy Priaulx       | Összefoglaló |
| 5       | Május 21.      | Egyesült Királyság | Brands Hatch | Yvan Muller        | Összefoglaló |
| 6       | Május 21.      | Egyesült Királyság | Brands Hatch | Alain Menu         | Összefoglaló |
| 7       | Június 4.      | Németország        | Oschersleben | Andy Priaulx       | Összefoglaló |
| 8       | Június 4.      | Németország        | Oschersleben | Jörg Müller        | Összefoglaló |
| 9       | Július 2.      | Brazília           | Curitiba     | Jordi Gené         | Összefoglaló |
| 10      | Július 2.      | Brazília           | Curitiba     | Andy Priaulx       | Összefoglaló |
| 11      | Július 30.     | Mexikó             | Puebla       | Salvatore Tavano   | Összefoglaló |
| 12      | Július 30.     | Mexikó             | Puebla       | Augusto Farfus     | Összefoglaló |
| 13      | Szeptember 3.  | Csehország         | Brno         | Jörg Müller        | Összefoglaló |
| 14      | Szeptember 3.  | Csehország         | Brno         | Robert Huff        | Összefoglaló |
| 15      | Szeptember 24. | Törökország        | Istambul     | Alessandro Zanardi | Összefoglaló |
| 16      | Szeptember 24. | Törökország        | Istambul     | Gabriele Tarquini  | Összefoglaló |
| 17      | Október 8.     | Spanyolország      | Valencia     | Augusto Farfus     | Összefoglaló |
| 18      | Október 8.     | Spanyolország      | Valencia     | Jörg Müller        | Összefoglaló |
| 19      | November 19.   | Makaó              | Guia Circuit | Andy Priaulx       | Összefoglaló |
| 20      | November 19.   | Makaó              | Guia Circuit | Jörg Müller        | Összefoglaló |

## Végeredmény

### Gyártó
| Helyezés | Gyártó     | Autó              | Győzelmek | Pontszám |
| -------- | ---------- | ----------------- | --------- | -------- |
| 1        | BMW        | BMW 320si         | 8         | 254      |
| 2        | SEAT       | SEAT León         | 2         | 235      |
| 3        | Alfa Romeo | Alfa Romeo 156    | 3         | 154      |
| 4        | Chevrolet  | Chevrolet Lacetti | 2         | 128      |